# Шуілішу
Шуілішу — цар Ісіна, Шумеру й Аккада.

## Правління
Написи Шуілішу проголошують його царем Ура, землі Шумеру й Аккада, улюбленцем бога Енліля й богині Нін-Ісіни, але не називають його царем Ісіна. Імовірно, такий титул прийняли тільки його нащадки, починаючи з Ішме-Дагана. Своєю столицею Шуілішу зробив укріплений Ур. Разом з тим, цар вів будівництво і в Ісіні, звівши там міську стіну.
Шуілішу став справжнім рятівником Ура, розпочавши відновлення міста, що сильно постраждало під час навали еламітів. Він збудував монументальну браму для міста й повернув з Еламу статую бога-покровителя міста, Нанни, викрадену еламітами під час розграбування міста. Однак не зрозуміло, чи отримав він її в результаті дипломатичних перемовин або ж під час військового походу. Один напис повідомляє про нове заселення міста. Створення «Плачу про загибель Ура» також можна віднести до часів правління Шуілішу. Текст пояснює катастрофу, що її зазнало місто, й містить заклик до відновлення, а також захищає реставраторів від прокльонів, закладених у руїнах Едубламаха.
Шуілішу тимчасово підкорив долину річки Діяли, зробивши ешнуннських царів, нащадків Ільшуілії, своїми енсі. Щоправда невдовзі Ешнунна була захоплена царем Дера Ануммуттаббілем, який поставив там свого намісника Уцуравассу.